# Micralestes humilis
Micralestes humilis és una espècie de peix de la família dels alèstids i de l'ordre dels caraciformes.

## Morfologia
- Els mascles poden assolir 10,6 cm de longitud total.[3][4]

## Hàbitat
És un peix d'aigua dolça i de clima tropical (23 °C-27 °C).

## Distribució geogràfica
Es troba a Àfrica.

## Estat de conservació
Les seues principals amenaces són la degradació de l'hàbitat on viu a causa de les prospeccions petrolieres, les variacions en el flux de l'aigua a llarg termini a conseqüència del canvi climàtic i la proliferació d'espècies exòtiques (com ara, Typha). També té valor comercial com a peix d'aquari.